# Кубок світу з біатлону 2010—2011
Кубок світу з біатлону в сезоні 2010-2011 проходив з 1 грудня 2010 по 20 березня 2011 й складався з 10 етапів, включно з чемпіонатом світу в Ханти-Мансійську.

## Календар
Розклад змагань Кубка світу в сезоні 2010-2011.
| Місце проведення | Дата          | Спринт | Персьют | Мас-старт | Індив. гонка | Естафета | Змішана естафета | Детальніше      |
| ---------------- | ------------- | ------ | ------- | --------- | ------------ | -------- | ---------------- | --------------- |
| Естерсунд        | 1—5 грудня    | ●      | ●       |           | ●            |          |                  | детальніше      |
| Гохфільцен       | 10—12 грудня  | ●      | ●       |           |              | ●        |                  | детальніше      |
| Поклюка          | 16—19 грудня  | ●      |         |           | ●            |          | ●                | детальніше      |
| Обергоф          | 5—9 січня     | ●      |         | ●         |              | ●        |                  | детальніше      |
| Рупольдінг       | 12—16 січня   | ●      |         | ●         |              | ●        |                  | детальніше      |
| Антерсельва      | 20—23 січня   | ●      | ●       |           | ●            |          |                  | детальніше      |
| Преск-Айл        | 4—6 лютого    | ●      | ●       |           |              |          | ●                | детальніше      |
| Форт-Кент        | 10—13 лютого  | ●      | ●       | ●         |              |          |                  | детальніше      |
| Ханти-Мансійськ  | 3—13 березня  | ●      | ●       | ●         | ●            | ●        | ●                | Чемпіонат світу |
| Холменколлен     | 17—20 березня | ●      | ●       | ●         |              |          |                  | детальніше      |
| Загалом          | Загалом       | 10     | 7       | 5         | 4            | 5        | 2                |                 |

## Таблиці

### Загальний залік. Чоловіки
| Місце | Біатлоніст                 | Очки |
| ----- | -------------------------- | ---- |
|       | Тар'єй Бо (NOR)            | 1110 |
| 2     | Еміль Хегле Свендсен (NOR) | 1105 |
| 3     | Мартен Фуркад (FRA)        | 990  |

### Спринт. Чоловіки
| Місце | Біатлоніст                 | Очки |
| ----- | -------------------------- | ---- |
|       | Тар'єй Бо (NOR)            | 393  |
| 2     | Еміль Хегле Свендсен (NOR) | 369  |
| 3     | Арнд Пайффер (GER)         | 333  |

### Переслідування. Чоловіки
| rank | name                       | Очки |
| ---- | -------------------------- | ---- |
|      | Тар'єй Бо (NOR)            | 334  |
| 2    | Мартен Фуркад (FRA)        | 320  |
| 3    | Еміль Хегле Свендсен (NOR) | 304  |

### Мас-старт. Чоловіки
| Місце | Біатлоніст                 | Очки |
| ----- | -------------------------- | ---- |
|       | Еміль Хегле Свендсен (NOR) | 244  |
| 2     | Мартен Фуркад (FRA)        | 230  |
| 3     | Тар'єй Бо (GER)            | 211  |

### Індивідуальна гонка
| Місце | Біатлоніст                 | Очки |
| ----- | -------------------------- | ---- |
|       | Еміль Хегле Свендсен (NOR) | 188  |
| 2     | Тар'єй Бо (NOR)            | 172  |
| 3     | Мартен Фуркад (FRA)        | 133  |

### Естафета. Чоловіки
| Місце | Країна    | Очки |
| ----- | --------- | ---- |
| 1     | Норвегія  | 216  |
| 2     | Німеччина | 199  |
| 3     | Україна   | 163  |

## Таблиці. Жінки

### Загальний залік. Жінки
| Місце | Біатлоністка           | Очки |
| ----- | ---------------------- | ---- |
|       | Кайса Мякяряйнен (FIN) | 1005 |
| 2     | Андреа Генкель (GER)   | 972  |
| 3     | Гелена Екгольм (SWE)   | 971  |

### Спринт. Жінки
| Місце | Біатлоністка           | Очки |
| ----- | ---------------------- | ---- |
|       | Маґдалена Нойнер (GER) | 404  |
| 2     | Кайса Мякяряйнен (FIN) | 391  |
| 3     | Тура Бергер (NOR)      | 356  |

### Переслідування. Жінки
| Місце | Біатлоністка           | ОЧки |
| ----- | ---------------------- | ---- |
|       | Кайса Мякяряйнен (FIN) | 343  |
| 2     | Андреа Генкель (GER)   | 303  |
| 3     | Гелена Екгольм (SWE)   | 279  |

### Мас-старт. Жінки
| Місце | Біатлоністка           | Очки |
| ----- | ---------------------- | ---- |
|       | Дарія Домрачова (BLR)  | 236  |
| 2     | Маґдалена Нойнер (GER) | 228  |
| 3     | Тура Бергер (NOR)      | 206  |

### Індивідуальна гонка
| Місце | Біатлоністка         | Очки |
| ----- | -------------------- | ---- |
|       | Гелена Екгольм (SWE) | 173  |
| 2     | Віта Семеренко (UKR) | 159  |
| 3     | Ольга Зайцева (RUS)  | 138  |

### Естафета
| Місце | Країна    | Очки |
| ----- | --------- | ---- |
| 1     | Німеччина | 206  |
| 2     | Швеція    | 188  |
| 3     | Україна   | 185  |

## Змішана естафета
| Місце | Країна    | Очки |
| ----- | --------- | ---- |
| 1     | Франція   | 150  |
| 2     | Німеччина | 148  |
| 3     | Швеція    | 141  |

## Кубок націй
| Місце | Країна    | Очки |
| ----- | --------- | ---- |
| 1     | Норвегія  | 7428 |
| 2     | Німеччина | 6990 |
| 3     | Росія     | 6507 |
| 4     | Австрія   | 6381 |
| 5     | Франція   | 6351 |
| 6     | Україна   | 6006 |
| 7     | Швеція    | 5984 |
| 8     | Італія    | 5829 |
| 9     | Чехія     | 5382 |
| 10    | Словенія  | 5373 |

| Місце | Країна     | Очки |
| ----- | ---------- | ---- |
| 1     | Німеччина  | 7236 |
| 2     | Росія      | 6813 |
| 3     | Швеція     | 6669 |
| 4     | Франція    | 6510 |
| 5     | Норвегія   | 6301 |
| 6     | Україна    | 6228 |
| 7     | Білорусь   | 6109 |
| 8     | Італія     | 5217 |
| 9     | Польща     | 4670 |
| 10    | Словаччина | 4299 |

## Досягнення
Перші перемоги на етапах Кубка світу
- Кайса Мякяряйнен (FIN) - спринт, Естерсунд
- Тар'єй Бо (NOR) - спринт, Гохфільцен
- Анн Крістін Флатланд (NOR) - спринт, Обергоф
- Антон Шипулін (RUS) - спринт, Антерсельва
- Алексі Беф (FRA) - персьют, Преск-Айл

Перші подіуми
- Міріам Гесснер (GER) - спринт, Естерсунд
- Алексі Беф (FRA) - спринт, Гохфільцен
- Валя Семеренко (UKR) - спринт, Преск-Айл

Перемоги на етапах сезону (в дужках за весь час)
- Тура Бергер (NOR), 6 (12)
- Еміль Хегле Свендсен (NOR), 5 (21)
- Тар'єй Бо (NOR), 4 (4)
- Гелена Екгольм (SWE), 3 (12)
- Маґдалена Нойнер (GER), 2 (21)
- Андреа Генкель (GER), 2 (20)
- Б'єрн Феррі (SWE), 2 (5)
- Мартен Фуркад (FRA), 2 (5)
- Кайса Мякяряйнен (FIN), 3 (3)
- Уле-Ейнар Б'єрндален (NOR), 1 (92)
- Анна Карін Зідек (SWE), 1 (12)
- Ольга Зайцева (RUS), 1 (9)
- Ларс Бергер (NOR), 1 (6)
- Даніель Мезотіч (AUT), 1 (3)
- Арнд Пайффер (GER), 1 (3)
- Анастасія Кузьміна (SVK), 1 (2)
- Анн Крістін Флатланд (NOR), 1 (1)
- Антон Шипулін (RUS), 1 (1)
- Алексі Беф (FRA), 1 (1)